# La Sieste (Miró)
Pour les articles homonymes, voir La Sieste.
La Sieste est un tableau peint par Joan Miró en 1925. Cette huile sur toile représente une femme qui se repose en bord de mer, le tout de façon très stylisée. Elle est conservée au Centre national d'art et de culture Georges-Pompidou, à Paris.